# Pteroplatus suturalis
Pteroplatus suturalis là một loài bọ cánh cứng trong họ Cerambycidae.